# سرب (II) یدید
سرب(II) یدید، نام یک جامد سمی و زردرنگ با فرمول شیمیایی (PbI۲) می‌باشد. در حالت بلوری به عنوان یک ردیاب برای فوتون‌های پرانرژی شامل اشعه‌های ایکس و گاما استفاده می‌شود. این ماده هم‌چنین با نام plumbous iodide نیز شناخته می‌شود. شمارهٔ رجوع سی‌ای‌اس برای این ماده ۰-۶۳-۱۰۱۰۱ می‌باشد. جرم مولکولی‌اش ۴۶۱.۰۵ گرم بر مول می‌باشد.
سرب یدید به دلیل ماهیت سربی‌اش سمی است.
در قرن نوزدهم، با نام Iodine Yellow به عنوان یک مادهٔ رنگی برای هنرمندان به کار برده شد اما به دلیل ناپایداری مفید نبود.
سرب یدید در طی واکنش رسوب دادن با مخلوط کردن سرب(II) نیترات و پتاسیم یدید ایجاد می‌شود:
Pb(NO3)2 (aq) + 2KI (aq)  →  PbI2 (s) + 2KNO3 (aq)